# يوم التداول

## يوم التداول
يُعرف يوم التداول أو ساعات التداول المنتظمة في التجارة بالفترة الزمنية التي يُفتح فيها سوق أسهم معين، فعلى سبيل المثال يُفتح سوق الأوراق المالية في نيويورك - اعتبارًا من عام 2015 - من الساعة 9:30 صباحًا بالتوقيت الشرقي إلى الساعة 4:00 مساءً بالتوقيت الشرقي، وعادة ما تكون أيام التداول من الاثنين إلى الجمعة، فعندما ينتهي يوم التداول تُغلق جميع الأسهم وتُجمد حتى يبدأ يوم التداول التالي. وقد تؤدي العديد من الحالات الخاصة مثل الإجازات إلى تقصير ساعات التداول أو إلغاء يوم بأكمله.
بلغ متوسط أيام التداول لمؤشر سوق أسهم ناسداك ومؤشر بورصة نيويورك 253 يوم سنويًا، وحساب هذا كالتالي 365.25 يوم (متوسط أيام السنة) ×5/7 (معدل أيام العمل لكل أسبوع) -6 (إجازات في أيام العمل) -3×5/7 (الإجازات الرسمية) = 252.75 ≈253. والإجازات هي يوم نيويورك، وذكرى ميلاد الدكتور مارتن لوثر كينغ، وعيد ميلاد واشنطن، والجمعة الحزينة، ويوم الذكرى، ويوم الاستقلال، ويوم العمال، وعيد الشكر، وعيد الميلاد، وتصل أيام التداول القصيرة إلى ثلاثة أيام (اليوم السابق ليوم الاستقلال، واليوم الذي يلي عيد الشكر، وعيد الميلاد). أي أنه تُفتح التداولات من الساعة 9:30ص إلى الساعة 1:00م حسب ما توافق في التقويم السنوي.

## أيام التداول لعام 2016
بلغ عدد أيام التداول 252 يومًا بالضبط في عام 2016، وقد شمل شهر يناير أقل عدد من أيام التداول (19)، أما أغسطس فقد شمل الأكثر(23)، بمتوسط 21 يومًا لكل شهر أو 63 يومًا كل ثلاث أشهر.
ووافقت 105 أيام من أصل 366 يوم مُحتَمل عطلةَ نهاية الأسبوع (السبت والأحد) التي تُغلق حينها سوق الأسهم. كما وافقت ثمان إجازات من الإجازات التسع التي تُغلق حينها السوق أيامَ عمل. حيث اُحتفل بعيد الميلاد في يوم الاثنين 26 ديسمبر. واختُصرت جلسة تداول واحدة في يوم الجمعة 25 نوفمبر (اليوم الذي يلي عيد الشكر).

## أيام التداول لعام 2017
بلغ عدد أيام التداول 251 يومًا بالضبط في عام 2017، وقد شمل شهرا فبراير وأبريل أقل عدد من أيام التداول (19)، أما مارس وأغسطس فقد شملا الأكثر(23)، بمتوسط 20.9 يومًا لكل شهر أو 62.8 يومًا كل ثلاث أشهر.
ووافقت 105 أيام من أصل 365 يوم مُحتَمل عطلةَ نهاية الأسبوع (السبت والأحد) التي تُغلق حينها سوق الأسهم. كما وافقت ثمان إجازات من الإجازات التسع التي تُغلق حينها السوق أيامَ عمل. حيث اُحتفل بعيد رأس السنة في يوم الاثنين 2 يناير. واختُصرت جلستا تداول في يوم الاثنين 3 يوليو (اليوم السابق ليوم الاستقلال)، ويوم الجمعة 24 نوفمبر (اليوم الذي يلي عيد الشكر)

## أيام التداول لعام 2018
بلغ عدد أيام التداول 252 يومًا بالضبط في عام 2018، وقد شمل شهرا فبراير وسبتمبر أقل عدد من أيام التداول (19)، أما أغسطس فقد شمل الأكثر(23)، بمتوسط 21 يومًا لكل شهر أو 63 يومًا كل ثلاث أشهر.
ووافقت 104 أيام من أصل 365 يوم مُحتَمل عطلةَ نهاية الأسبوع (السبت والأحد) التي تُغلق حينها سوق الأسهم. كما وافقت جميع الإجازات التسع التي تُغلق حينها السوق أيامَ عمل. حيث اُحتفل بعيد رأس السنة في يوم الاثنين 2 يناير. واختُصرت ثلاث جلسات تداول في يوم الثلاثاء 3 يوليو (اليوم السابق ليوم الاستقلال)، ويوم الجمعة 23 نوفمبر (اليوم الذي يلي عيد الشكر)، ويوم الاثنين 24 ديسمبر (ليلة عيد الميلاد).
أُلغيت جميع الأنشطة التجارية (ما عدا سوق العقود الآجلة) في 5 ديسمبر عام 2018 بسبب مراسم الجنازة الرسمية للرئيس جورج بوش

## أيام التداول لعام 2019
بلغ عدد أيام التداول 252 يومًا بالضبط في عام 2019، وقد شمل شهر فبراير أقل عدد من أيام التداول (19)، أما أكتوبر فقد شمل الأكثر(23)، بمتوسط 21 يومًا لكل شهر أو 63 يومًا كل ثلاث أشهر.
ووافقت 104 أيام من أصل 365 يوم مُحتَمل عطلةَ نهاية الأسبوع (السبت والأحد) التي تُغلق حينها سوق الأسهم. كما وافقت جميع الإجازات التسع التي تُغلق حينها السوق أيامَ عمل. حيث اُحتفل بعيد رأس السنة في يوم الاثنين 2 يناير. واختُصرت ثلاث جلسات تداول في يوم الأربعاء 3 يوليو (اليوم السابق ليوم الاستقلال)، ويوم الجمعة 29 نوفمبر (اليوم الذي يلي عيد الشكر)، ويوم الثلاثاء 24 ديسمبر (ليلة عيد الميلاد).

## المناطق الزمنية لأيام التداول
لكل سوق أسهم ساعات فتح معتمدة على مناطق زمنية معينة، حيث يستطيع الناس الاتجار بهذه الأسهم عن بعد عبر المنصات التجارية الإلكترونية. وتحدد أيام تداول استثنائية للمتداولين من مختلف أنحاء العالم اعتمادًا على الساعات المرتبطة بأي منطقة زمنية معينة، فعلى سبيل المثال يفتح سوق أسهم ناسداك من 9:30 إلى 16:00 بالتوقيت الشرقي ولأي أحد خارج المنطقة الزمنية الشرقية يوم تداول مختلف، فيوم التداول لشخص في فانكوفر سيكون من 6:30 إلى 13:00.  وسيكون يوم التداول في موسكو خلال الفترة من السنة التي تكون فيها الولايات المتحدة بالتوقيت الرسمي من الساعة 17:30 إلى 24:00، وفي شنغهاي من الساعة 22:30 إلى 5:00، لذا ينبغي أن يجد المتداولون عن بُعد ساعات التداول المناسبة لهم بناءً على ساعات سوق الأسهم والمنطقة الزمنية.